# Georg Franz Schmidt
Georg Franz Schmidt (* 30. Januar 1791 in Darmstadt; † 29. September 1857 ebenda) war ein Großherzoglich hessischer Generalmajor.

## Leben
Georg Franz Schmidt war ein Sohn des hessischen Geheimen Referendärs Wilhelm Theophil Schmidt (1756–1819), Enkel des hessischen Regierungsrates in Darmstadt Friedrich Theophil Schmidt (1724–1796) sowie Neffe des Mathematikers und Physikers Georg Gottlieb Schmidt (1768–1837).
Schmidt trat in die Hessen-kasselsche Armee ein und diente im November 1807 als Korporal im Artillerie-Korps. Am 14. Februar 1809 wurde er Sekondeleutnant im 1. Bataillon des 2. Infanterie-Regiments. Zusammen mit den Truppen des Rheinbunds kämpfte der Verband an der Seite Napoleons im Krieg gegen Österreich und Russland und dann an der Seite Preußens im Krieg gegen Napoleon. Nach den Befreiungskriegen wurde er 1820 Kapitän II. Klasse und Brigadeadjutant. Mitte Januar 1824 war er beim Leib-Garde-Regiment in Darmstadt und stieg 1837 zum Major und Bataillonskommandeur auf. Ab 1841 war Schmidt Chef der III. Sektion im Kriegsministerium. In dieser Eigenschaft wurde er im August 1844 mit dem Komtur II. Klasse des Ludewigs-Ordens und im April 1852 mit dem Verdienstordens Philipps des Großmütigen ausgezeichnet. Außerdem erhielt Schmidt am 9. Juni 1855 den Charakter als Generalmajor.
Am 2. Oktober 1820 heiratete er Luise Hattenbach (1802–1869), mit der er vier Töchter und sechs Söhne bekam. Ein Sohn war Christian Schmidt (1828–1907), Ingenieur und Baurat, Bezirksingenieur der hessischen Ludwigseisenbahn in Worms.